# Valdinei Rocha de Oliveira
Valdinei Rocha de Oliveira (* 27. Oktober 1971), auch bekannt als Dinei, ist ein ehemaliger brasilianischer Fußballspieler.

## Karriere
Dinei spielte in seiner brasilianischen Heimat für den AA Portuguesa (SP). 1999 unterschrieb er einen Vertrag beim japanischen Zweitligisten Consadole Sapporo. 2000 kehrte er nach Brasilien zurück und unterschrieb einen Vertrag bei Grêmio Esportivo Sãocarlense. Danach spielte er bei EC Paraguaçuense.